# Longanalus macrochirous
Longanalus macrochirous is een straalvinnige vissensoort uit de familie van de eigenlijke karpers (Cyprinidae). De wetenschappelijke naam van de soort is voor het eerst geldig gepubliceerd in 2006 door Li, Ran & Chen.